# Oaxaca-Erdbeben 2018
Das Oaxaca-Erdbeben 2018 war ein starkes Erdbeben am 16. Februar 2018 um 17:39 Uhr Ortszeit (23:39 Uhr UTC) in der Sierra Madre del Sur im Bundesstaat Oaxaca im Süden von Mexiko. Das Hypozentrum in 22 km Tiefe lag rund 4 km südlich von Pinotepa de Don Luis.
Das Beben selbst forderte keine Todesopfer. Ein Helikopter, der den mexikanischen Innenminister Alfonso Navarrete Prida und den Gouverneur des Bundesstaates zur Inspektion der Schäden in die Region flog, stürzte beim Versuch zu landen ab, wobei 14 Personen am Boden ums Leben kamen. Die Insassen des Hubschraubers überleben.

## Tektonischer Überblick
Das Erdbeben vom 16. Februar 2018 mit der Magnitude 7,2 ereignete sich als Ergebnis einer flachen Überschiebung in der Nähe der Plattengrenze zwischen der Kokosplatte und der Nordamerikanischen Platte. Tiefe und Herdflächenlösung des Ereignisses sind konsistent mit seinem Auftreten in der Subduktionszone zwischen diesen beiden Platten, etwa 90 km nordöstlich des Mittelamerikagrabens, wo die Kokosplatte ihren Abstieg in den Erdmantel unter Mexiko beginnt. In der Region dieses Erdbebens bewegt sich die Kokosplatte mit einer Geschwindigkeit von etwa 60 mm pro Jahr nordostwärts unter die Nordamerikanische Platte.
Historisch haben sich mehrere signifikante Erdbeben entlang er Südküste Mexikos ereignet. Im Jahr 1932 traf ein Überschiebungserdbeben mit der Magnitude 8,4 die Region Jalisco, einige hundert Kilometer nordwestlich des Ereignisses vom 16. Februar 2018, und am 9. Oktober 1995 traf ein Erdbeben mit der Magnitude 8,0, dessen Auswirkungen 49 Personen tötete und rund 1000 obdachlos machte, die Region an der Grenze zwischen Colima und Jalisco. Das folgenschwerste Erdbeben in dieser Gegend ereignete sich am 19. September 1985 in der Region Michoacán, etwa 500 km nordwestlich des Erdbebens vom 16. Februar 2018. Durch die Auswirkungen jenes Erdbebens mit der Magnitude 8,0 wurden mindestens 9500 Personen getötet und 30.000 weitere verletzt sowie 100.000 obdachlos. Im Jahr 2003 traf ein Erdbeben mit der Magnitude 7,6 Colima; 29 Personen kamen um, mehr als 2000 Häuser wurden zerstört und über 10.000 Bewohner obdachlos. Im März 2012 wurden durch die Auswirkungen eines Erdbebens in Oaxaca mit der Magnitude 7,4 etwa 60 km nordwestlich des Bebens vom 16. Februar 2018 zwei Personen getötet und elf weitere verletzt. Das Hypozentrum des Chiapas-Erdbebens vom 8. September 2017 mit der Magnitude 8,2 lag 440 km südwestlich vor der Küste. Durch dieses Erdbeben wurden in Oaxaca mindestens 78 Personen getötet und 250 weitere verletzt, und im Bundesstaat Chiapas kamen mindestens 16 Personen um. Elf Tage später traf ein Erdbeben mit der Magnitude 7,1 die Gegend in der Nähe von Mexiko-Stadt, etwa 230 km nordöstlich des Bebens vom 16. Februar. Dadurch kamen in der Hauptstadt Mexikos und ihrer Umgebung über 300 Personen um, und es entstand schwerer Sachschaden.

## Belege
1. 1 2 3  M 7.2 - 3km S of San Pedro Jicayan, Mexico. In: Earthquake Hazards Program. United States Geological Survey, 16. Februar 2018, abgerufen am 17. Februar 2020 (englisch).
2. ↑  Mexico earthquake: Helicopter crashes in emergency killing 14. In: BBC News. 17. Februar 2018, abgerufen am 7. August 2018 (englisch).